# Jacky Darne
Pour les articles homonymes, voir Darne.
Jacky Darne, né le 18 décembre 1944 à Rosières (Haute-Loire), est un homme politique français, membre du Parti socialiste (PS).

## Biographie

### Formation
Jacky Darne est titulaire d'un doctorat en gestion, obtenu en 1983.

### Carrière professionnelle
Expert-comptable et commissaire aux comptes, il a été maître de conférences en gestion à l'université Lyon-I.

### Carrière politique
En 1983, il est élu conseiller municipal d'opposition de Rillieux-la-Pape et réélu en 1989. Il remporte les municipales de juin 1995 et devient maire de la commune et vice-président du Grand Lyon, sous la présidence de Raymond Barre, chargé de la fiscalité et du financement. Réélu aux municipales de 2001, il est également 11e vice-président du Grand Lyon, chargé des finances. En décembre 2005, il démissionne et est élu premier adjoint du nouveau maire, Renaud Gauquelin.
Il est également conseiller régional de Rhône-Alpes entre 1986 et 1997, date à laquelle il démissionne pour cause de cumul de mandats.
Il devient député de la 7e circonscription du Rhône de 1997 à 2002, à la suite de la nomination au gouvernement de Jean-Jack Queyranne dont il était le suppléant.
Il est le 1er secrétaire de la fédération du Rhône du Parti socialiste entre 2008 et 2012. 
En juin 2012, il affronte le député sortant de la 5e circonscription du Rhône, Philippe Cochet, perdant au second tour.

## Détail des fonctions et des mandats
Mandats locaux
- 1983 - 1989 : Conseiller municipal de Rillieux-la-Pape
- 1989 - 1995 : Conseiller municipal de Rillieux-la-Pape
- 2005 - 2008 : 1er adjoint de Rillieux-la-Pape auprès du nouveau maire Renaud Gauquelin (qui était son premier adjoint) chargé du Grand Projet Ville et du Développement Durable
- 2008 - 2014 : 6e adjoint au maire de Rillieux-la-Pape chargé de la Culture et de la Communication. 2e vice-président de la communauté urbaine de Lyon chargé des finances, des moyens généraux et de l'évolution institutionnelle. Il préside le groupe des socialistes de la communauté urbaine depuis 1997.
- 1995 - 2001 : Maire de Rillieux-la-Pape.
- 2001 - 2005 : Maire de Rillieux-la-Pape. Il devient
- 1986 - 1992 : Conseiller régional de Rhône-Alpes
- 1992 - 1997 : Conseiller régional de Rhône-Alpes (il démissionne pour cause de cumul de mandat)

Mandat parlementaire
- 5 juillet 1997 - 18 juin 2002 : Député de la 7e circonscription du Rhône